# Équipe de Cuba de Coupe Davis
L'équipe de Cuba de Coupe Davis représente Cuba à la Coupe Davis. Elle est placée sous l'égide de la Fédération cubaine de tennis.

## Historique
Créée en 1924, l'équipe remporte sa première rencontre contre le Canada en 1926 à La Havane. Elle dispute huit rencontres dans les années 1920 et cinq dans les années 1930. Après la guerre, l'équipe réintègre la compétition en 1948 mais subit une série de dix défaites consécutives avant de battre les Caraïbes en 1959. En 1960, l'équipe disparaît à la suite de la révolution cubaine. En raison du faible nombre de nations participantes, Cuba a pu atteindre la finale de la zone Amérique à trois reprises en 1926, 1929 et 1959.
De retour en 1987, la sélection cubaine est alors composée de deux hommes, Mario Tabares et Juan Pino, premiers joueurs de tennis cubains professionnels, qui jouent l'essentiel des matchs à enjeu jusqu'en 1994. C'est avec eux que le pays a réalisé ses meilleures performances en atteignant tout d'abord les barrages du Groupe Mondial en 1991 contre le Canada (défaite 3-2 à La Havane). En 1992, la Yougoslavie déclare forfait en barrage pour cause de dissolution du pays, ce qui permet au pays de participer au premier tour du groupe mondial en 1993. Lors de cette rencontre, Cuba perd 5-0 à Kalmar contre la Suède de Stefan Edberg. Ils sont également battus en barrages par les Russes à Saint-Pétersbourg. L'équipe est reléguée en deuxième division continentale en 1995.
Juan Pino a emmené l'équipe jusqu'en 1999, associé notamment à Lazaro Navarro-Batles. Il est ensuite remplacé par Sandor Martinez-Breijo, puis Ricardo Chile-Fonte rejoint le groupe en 2000. Ces derniers s'imposent comme les meilleurs joueurs de tennis cubain des années 2000. L'équipe de Cuba ne participe à la Coupe Davis entre 2010 et 2012. Elle fait son retour en 2013 et se trouve actuellement dans le groupe III de la zone Amérique.

## Joueurs de l'équipe
- Osmel Rivera Granja
- Omar Hernandez Moreno
- Yasier Estrada

## Anciens joueurs notables
- Juan Pino (34 victoires pour 29 défaites en 26 rencontres pendant 13 ans)
- Mario Tabares (22 victoires pour 26 défaites en 16 rencontres pendant 8 ans)
- Sandor Martinez-Breijo (22 victoires pour 17 défaites en 29 rencontres pendant 11 ans)
- Lazaro Navarro-Batles (25 victoires pour 14 défaites en 19 rencontres pendant 9 ans)
- Ricardo Chile-Fonte (18 victoires pour 11 défaites en 17 rencontres pendant 7 ans)
- Orlando Garrido (5 victoires pour 16 défaites en 9 rencontres pendant 8 ans)
- Reynaldo Garrido (5 victoires pour 13 défaites en 8 rencontres pendant 7 ans)
- Vicente Banet (4 victoires pour 10 défaites en 7 rencontres pendant 6 ans)
- Rogelio Paris (5 victoires pour 11 défaites en 6 rencontres pendant 5 ans)

## Historique des capitanats
Juan-Manuel Brito, a participé aux Jeux olympiques en 1968. Wilfredo Henry-Torriente a dirigé l'équipe de Fed Cup entre 1994 et 2004 et a participé à deux rencontres de Coupe Davis.
- Juan-Manuel Brito (1987-1994)
- Girardo Martinez (1995-1998)
- Juan Pino (1999-2005)
- Alberto Fernandez Garcia (2013)
- Jose Giraldo Martinez Monterrey (2014-2015)
- Wilfredo Henry-Torriente (2005-2009, 2016-)